# Salinenstraße 22 (Bad Kissingen)

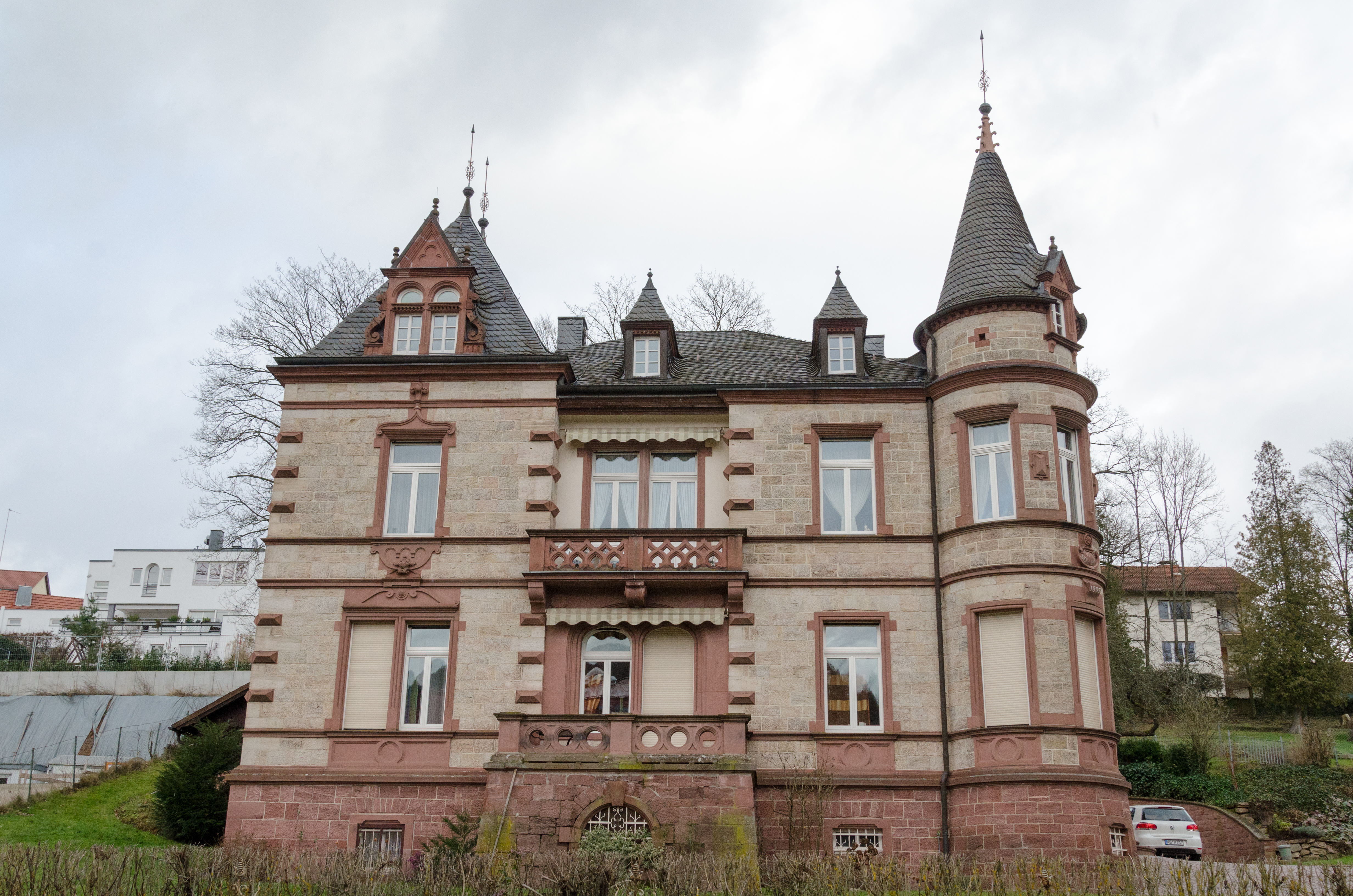
Salinenstraße 22 in Bad Kissingen

Das Anwesen in der Salinenstraße 22 in der Salinenstraße in Bad Kissingen, der Großen Kreisstadt des unterfränkischen Landkreises Bad Kissingen, gehört zu den Bad Kissinger Baudenkmälern und ist unter der Nummer D-6-72-114-90 in der Bayerischen Denkmalliste registriert.

## Geschichte
Die Villa wurde laut Jahreszahlbezeichnung im Jahr 1897 vom Bad Kissinger Architekten Carl Krampf im Stil der Neurenaissance errichtet. Bei dem Anwesen handelt es sich um einen zweigeschossigen Walmdachbau, mit rundem Eckturm mit Kegeldach, sowie Grau- und Rotsandsteingliederung. Der Villenbau ist eine typische schlossartige Villa aus der Gründerzeit. Es kommen jedoch – vermutlich auf Wunsch des Bauherrn – Merkmale nicht der deutschen Renaissance, sondern der französischen Schlossbauweise des 16. Jahrhunderts zum Einsatz, wie beispielsweise Betonung der Bauteile durch eigene Dachformen, eine weitgehende Freistellung des Rundturms sowie die nur teilweise über die Traufe hinausreichende Halbgaube am Turm.
Zu der Villa gehören gleichzeitig entstandene Torpfeiler als Garteneinfriedung.